# Masarykův most (Kolín)
Masarykův most v Kolíně (Středočeský kraj) je 185 metrů dlouhý a 14 metrů široký železobetonový obloukový, částečně trámový most, který překlenuje řeku Labe pro silniční a pěší dopravu a spojuje centum města na pravém břehu se zálabskými předměstími. Byl postaven mezi lety 1925 a 1927 přibližně v místech někdejšího dřevěného, později železného mostu.

## Historie
Existence dřevěného kolínského mostu, na němž se vybíralo mýtné, je doložena k roku 1410. Tento most byl několikrát opravován, za třicetileté války, kdy švédské vojsko vypálilo téměř celé zálabí, byl několikrát zničen. O jeho podobě vypovídá povinný otisk císařského stabilního katastru z roku 1841. V roce 1878 byl na jeho místě postaven 169 metrů dlouhý železný most, na němž se do roku 1883 také vybíralo mýtné.
Původní projekt nového železobetonového mostu vypracovalo Ředitelství pro stavbu vodních cest při c.k. Ministerstvu obchodu ve Vídni v roce 1911. Tvar mostní konstrukce současně zohlednil i související vodní stavby (podrobněji v článku Zdymadlo Kolín).
Mezi levým pobřežním pilířem a pilířem na hrotu Horního ostrova jsou tři otvory o světlosti 19,4 metrů vymezené pilíři na řece a překlenuté vždy dvěma parabolickými pásy ze železobetonu. První stavební povolení bylo již v roce 1912, ale stavba nebyla zahájena. Na stavbě se sice v roce 1913 začalo pracovat, ale stavební práce se v důsledku první světové války zpomalily.
Pro další pokračování stavby bylo nutné respektovat nové technické normy. Tak vznikl v roce 1924-1925 nový projekt. Autor projektu byl Ing. H. Vrbický z Ředitelství pro stavbu vodních cest. Klenby všech otvorů se prováděly podle původního projektu, jen ve 4. poli nad hydroelektrárnou byla zřízena rámová železobetonová konstrukce jako strop strojovny. Mostovka se skládá ze železobetonové desky a podélníků.

## Základní údaje a technické parametry
- Stavbu provedla firma Podnikatelství staveb
- Architektonickou úpravu navrhl architekt František Roith
- Uvedení do provozu 4. červen 1927
- most má celkem sedm polí: 1. trámové pole nad ulicí Podskalské nábřeží, 2. pole překlenuje plavební komoru a je 30 metrů dlouhé, 3. pole přemosťuje elektrárnu a je 25 metrů dlouhé, tři oblouky nad jezy mají celkem 66 metrů délky, pole přes železniční trať a silnici má délku 25 metrů[2]
- mostovka je 11 metrů nad hladinou řeky
- volná šířka mezi obrubami je 7 metrů, celková šířka 14 metrů[2]